# Asociația de Fotbal din Turkmenistan
Asociația de Fotbal din Turkmenistan este corpul guvernator principal în Turkmenistan